# Portret (Magritte)
Portret je slika belgijskega surrealističnega slikarja Renéja Magritta. Nastala je leta 1935.
Ta slika služi kot nazoren prikaz tehnike, ki je Magritta pogosto ločevala od preostalih surrealistov. Ostali umetniki kot Dalí in Ernst so navadno upodabljali skrivenčene in sanjske podobe resničnih stvari ter jih povezali z abstraktnimi oblikami. Magritte na drugi strani te povezave z abstraktnim ni sprejel. Pri njem se namreč surrealizem čuti predvsem v vsebini slike ali razmerju elementov na njej, ne pa v dodanih abstraktnih oblikah.
Ta slika je skoraj fotografska upodobitev mize s kozarcem, vilico, nožem in krožnikom. Na krožnik je postavljena palačinka ali mogoče rezina šunke, iz sredine pa v oči bode oko. Ravno oko je tisto, ki daje sliki nadrealističen ton.
Slika je nekoč pripadala zasebni zbirki nadrealistične slikarke Kay Sage. Leta 1956 jo je darovala Muzej moderne umetnosti v New Yorku, kjer se nahaja še danes.